# دین اسکارلت
دین اسکارلت (انگلیسی: Dane Scarlett؛ زادهٔ ۲۴ مارس ۲۰۰۴) بازیکن فوتبال اهل بریتانیا است که در حال حاضر به‌صورت قرضی از باشگاه فوتبال تاتنهام هاتسپر برای باشگاه فوتبال آکسفورد یونایتد بازی می‌کند. 
از باشگاه‌هایی که در آن بازی کرده است می‌توان به باشگاه فوتبال ایپسویچ تاون، باشگاه فوتبال پورتسموث و باشگاه فوتبال تاتنهام هاتسپر اشاره کرد.
وی همچنین در تیم‌های ملی فوتبال زیر ۱۵ سال انگلستان، زیر ۱۶ سال انگلستان، زیر ۱۹ سال انگلستان، زیر ۲۰ سال انگلستان و زیر ۲۱ سال انگلستان بازی کرده است.